# 기요스미의 큰 삼나무

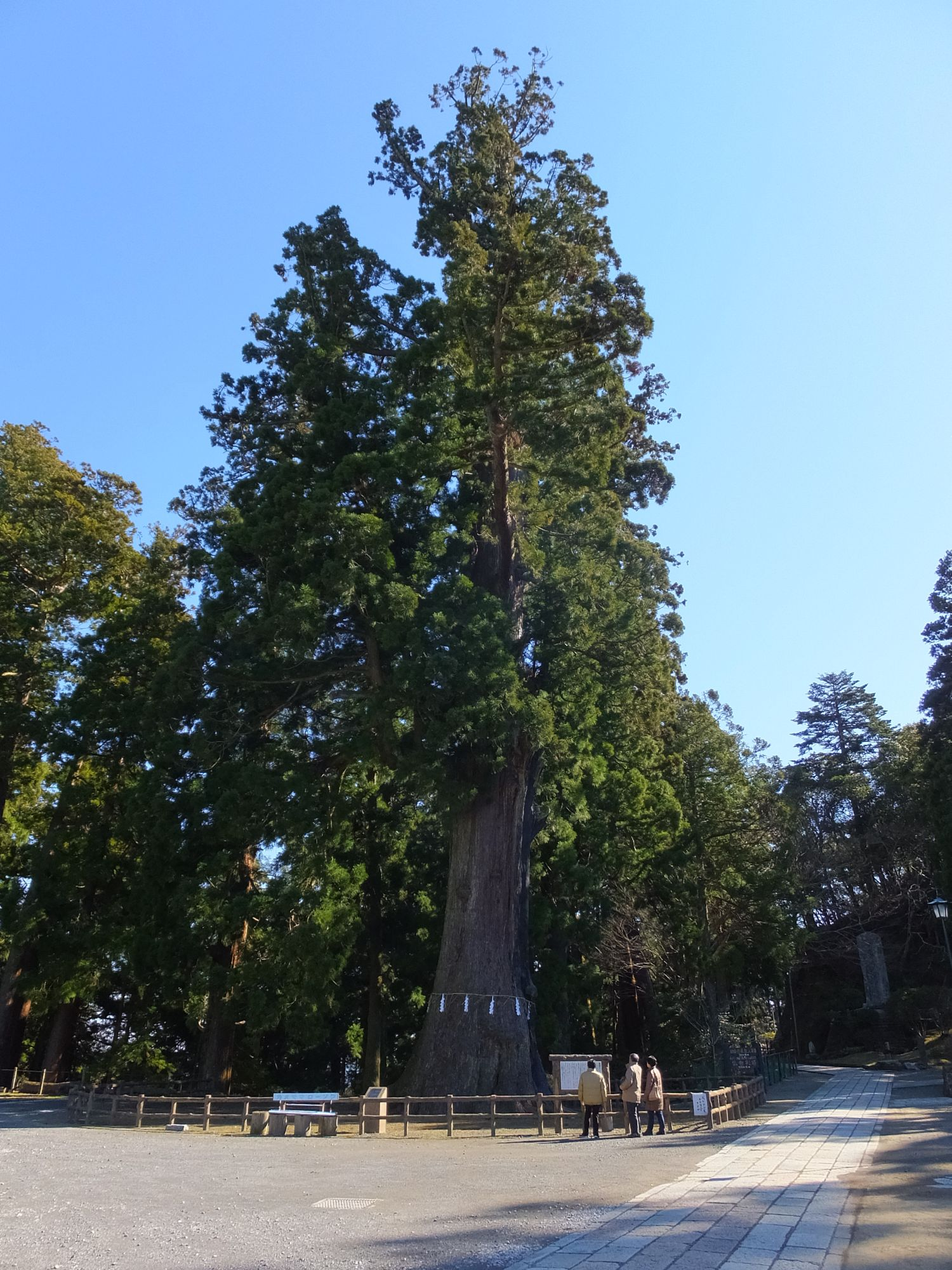

기요스미의 큰 삼나무(일본어: 清澄の大スギ 기요스미노오스기[*])는 지바현 가모가와시 세이초 사 경내에서 자라는 삼나무 거목이다. 추정 수령은 400살 또는 800살 이상이라 하며, 1924년 일본의 국가 천연기념물로 지정되었다. 지바 현에서는 최대의 거목이며, 간토 지방에서도 가나가와현 야마키타정에서 자라는 나카가와의 빗자루 삼나무와 대등한 삼나무 거목이다.